# Edmund Keeley
Edmund Leroy Keeley, detto Mike (Damasco, 5 febbraio 1928 – Princeton, 23 febbraio 2022), è stato uno scrittore, traduttore e saggista statunitense.

## Biografia
Figlio del diplomatico James Hugh Keeley Jr e fratello del diplomatico Robert V. Keeley, Edmund Keeley nacque in Siria e crebbe tra il Canada, la Grecia e Washington. Nel 1949 ottenne la laurea presso l'Università di Princeton, mentre nel 1952 conseguì un dottorato di ricerca in letterature comparate presso l'Università di Oxford.
Professore di letteratura inglese, scrittura creativa e studi ellenici a Princeton fino al 1994, Keeley ha tradotto in inglese le opere di importanti poeti greci del XX secolo, tra cui Konstantinos Kavafis, Ghiannis Ritsos, Giorgos Seferis e Odysseas Elytīs. Per la sua opera come traduttore è stato finalista del National Book Award nel 1973 e ha vinto il PEN Award per la poesia in traduzione nel 2014 per la sua versione inglese dei Diari dell'esilio di Ritsos.

## Opere principali

### Romanzi
- The Gold-hatted Lover, Little, Brown and Company, 1961
- The Imposter, Doubleday, 1970
- Voyage to a Dark Island, Curtis Books, 1972
- A Wilderness Called Peace, Simon & Schuster, 1985
- Albanian Journal, the Road to Elbasan, White Pine Press, 1997
- Inventing Paradise. The Greek Journey, 1937-47, Farrar, Straus and Giroux, 1999
- Some Wine for Remembrance, White Pine Press, 2002
- Borderlines, A Memoir, White Pine Press, 2005
- The Megabuilders of Queenston Park, Wild River Books, 2014
- Requiem for Mary, Greenhouse Review Press, 2015

### Poesia
- The Problem of Time and Other Poems, Greenhouse Review Press. 2018

### Saggistica
- Problems in rendering Modern Greek, Thessalonike, 1975
- Cavafy's Alexandria: Study of a Myth in Progress, Harvard University Press, 1976
- Ritsos in Parentheses, Princeton University Press, 1979
- The Salonika Bay Murder, Cold War Politics and the Polk Affair, Princeton University Press, 1989
- School for Pagan Lovers, Rutgers University Press, 1993
- On Translation: Reflections and Conversations, Harwood Academic Publishers, 1998

### Traduzioni e curatele
- Six Poets of Modern Greece, Alfred A. Knopf, 1961
- Vassilis Vassilikos, 'The Plant,' 'The Well,' 'The Angel': A Trilogy, Knopf, 1964.
- Four Greek Poets, Penguin Books, 1965
- George Seferis, Collected Poems: 1924-1955, Princeton University Press, 1967
- C. P. Cavafy, Passions and Ancient Days, Hogarth Press, 1972
- Modern Greek Writers: Solomos, Calvos, Matesis, Palamas, Cavafy, Kazantzakis, Seferis, Elytis, Princeton University Press, 1972
- C. P. Cavafy, Selected Poems, Princeton University Press, 1972
- Odysseus Elytis, The Axion Esti, Pittsburgh University Press, 1972
- C. P. Cavafy, Three Poems of Passion, Plain Wrapper Press, 1975
- C. P. Cavafy, Collected Poems, Princeton University Press, 1975
- Angelos Sikelianos, Selected Poems, Princeton University Press, 1979
- Odysseus Elytis, Selected Poems Viking-Penguin, 1981
- The Dark Crystal: An Anthology of Modern Greek Poetry, Denise Harvey & CO, 1981
- Voices of Modern Greece: Selected Poems of C.P. Cavafy, Angelos Sikelianos, George Seferis, Odysseus Elytis, Nikos Gatsos, Princeton University Press, 1981
- Yannis Ritsos, Return and Other Poems Parallel Editions, 1983
- C. P. Cavafy, A Selection of Poems, Camberwell Press, 1985
- Yannis Ritsos, Exile and Return: Selected Poems, 1967-74 Ecco Press, 1985
- The Legacy of R.P. Blackmur: Essays, Memoirs, Texts, Ecco Press, 1987
- Yannis Ritsos: Repetitions, Testimonies, Parentheses Princeton University Press, 1991
- The Essential Cavafy, Ecco Press, 1995
- George Seferis, Collected Poems, Princeton University Press, 1995
- Angelos Sikelianos: Selected Poems, Denise Harvey, 1996
- George Seferis and Edmund Keeley: Correspondence, 1951-1971 Princeton University Library, 1997
- A Century of Greek Poetry 1900-2000: Bilingual Edition, Cosmos Publishing, 2004
- Selected Poems Of Odysseus Elytis, Anvil Press, 2007
- The Greek Poets: Homer to the Present, W. W. Norton, 2009